# 高等専門学校設置基準
高等専門学校設置基準（こうとうせんもんがっこうせっちきじゅん）は、学校教育法（昭和22年法律第26号）その他の法令に基づき、高等専門学校を設置するのに必要な基準を定めた文部省（現在の文部科学省）の省令である。

## 構成
- 第一章 総則（第1条―第3条の3）
- 第二章 組織編制（第4条―第10条）
- 第三章 教員の資格（第10条の2―第14条）
- 第四章 教育課程（第15条―第17条の3）
- 第五章 課程修了の認定等（第18条―第21条）
- 第六章 施設及び設備等（第22条―第27条の3）
- 第七章 雑則（第28条・第29条）
- 附則